# Morro da Baiana
Morro da Baiana é uma das favelas do Complexo do Alemão, no Rio de Janeiro.
Por mais que faça parte do Complexo do Alemão, o Morro da Baiana se localiza no bairro de Ramos.
Em 11 de maio de 2012 a comunidade passou a ser atendida pela 22° UPP.